# Syndicat national des professionnels immobiliers
Pour les articles homonymes, voir SNPI.
Le Syndicat national des professionnels immobiliers (SNPI), est un syndicat professionnel français accompagnant les professionnels immobiliers. Créé en 1963 par Guy Bonnet et Claude Vitrant, le syndicat est depuis 1996 présidé par Alain Duffoux.

## Objectifs
Le SNPI est une organisation consacrée à la défense des intérêts de ses adhérents, à savoir : les agents immobiliers, les administrateurs de biens, les syndics de copropriété, les experts immobiliers, les négociateurs immobiliers et les agents commerciaux.
Avec les deux autres acteurs que sont la Fédération nationale de l'immobilier (FNAIM) et l'Union des syndicats de l'immobilier (UNIS), le SNPI intervient dans les décisions gouvernementales en lien avec la profession immobilière[réf. nécessaire].

## Représentativité
Selon les résultats de la représentativité de l'audience patronale 2017, le SNPI accompagne plus de 8300 entreprises.

## Faits marquants
- En 2016, le SNPI investit dans 15% du capital du logiciel immobilier Apimo[2].
- En avril 2019, le groupe Foncia rejoint le SNPI[3].
- Le SNPI signe en mai 2019 un partenariat avec la National Association of Realtors[4], association professionnelle nord-américaine comptant plus de 1,3 million de membres.